# Old Black Joe
Old Black Joe é uma canção de salão de Stephen Foster. Foi publicada pela Firth, Pond & Co. de Nova York em 1860. Ken Emerson, autor do livro Doo-Dah! (1998) indica que o Joe da música foi inspirado por um servo na casa do sogro de Foster, Dr. McDowell de Pittsburgh. A música não foi escrita em dialeto.

## Histórico
Emerson acredita que a "melancolia suave" da música e seu "tom indescritível", aproxima a música do espiritual tradicional afro-americano.
Harold Vincent Milligan descreve a canção como "uma das melhores das canções etíopes [linguagem contemporânea para canções de menestrel blackface] ... seu clima é de suave melancolia, de tristeza sem amargura. Há uma ternura melancólica na música. "  Jim Kweskin fez o cover da música em seu álbum de 1971 Jim Kweskin's America .
A canção já foi regravada como "Old, Old Joe" por Paul Robeson . Outras gravações notáveis foram as de Bing Crosby (16 de junho de 1941), Jerry Lee Lewis (1959) e Al Jolson (13 de julho de 1950).

## Letra da música
1.
Gone are the days when my heart was young and gay,
Gone are my friends from the cotton fields away,
Gone from the earth to a better land I know,
I hear their gentle voices calling "Old Black Joe".
Chorus
I'm coming, I'm coming, for my head is bending low;
I hear those gentle voices calling, "Old Black Joe". 
2.
Why do I weep when my heart should feel no pain?
Why do I sigh that my friends come not again,
Grieving for forms now departed long ago?
I hear their gentle voices calling "Old Black Joe".
Chorus
3.
Where are the hearts once so happy and so free?
The children so dear that I held upon my knee,
Gone to the shore where my soul has longed to go.
I hear their gentle voices calling "Old Black Joe".
Chorus

## Adaptações
- A peça de um ato de Thomas Dixon Jr. Old Black Joe foi produzida em Nova York em 1912.[7] { :69
- Roy Harris fez uma adaptação coral da canção: Old Black Joe, A Free Paraphrase para refrão completo de vozes mistas a capella (1938).
- Em julho de 1926, o Fleischer Studios lançou um pequeno desenho animado da música da série Song Car-Tunes, feito no processo de som em filme DeForest Phonofilm.[8]
- A primeira linha da letra do refrão é cantada por Pernalonga no desenho animado dos Looney Tunes de 1953 "Southern Fried Rabbit ".
- Em um episódio de 1973 da sitcom de TV Maude, o personagem de Walter Findlay toca repetidamente a música em um órgão elétrico.
- Em um episódio de 2000 da sitcom de TV Strangers with Candy, um aluno canta e toca violão. Temporada 2, episódio 6, "Hit and Run".
- No vencedor da Palma de Ouro de 1991, Barton Fink, o personagem de WP Mayhew bêbado executa a música Fosters.
- Na série de TV Them de 2021, essa música é cantada no episódio piloto por vários personagens e novamente no quinto episódio.